# Aaron Donnelly (Radsportler)
Aaron Donnelly (* 27. Februar 1991 in Wollongong) ist ein ehemaliger australischer Bahn- und Straßenradrennfahrer.

## Sportlicher Werdegang
Aaron Donnelly gewann 2007 bei den Ozeanienmeisterschaften auf der Bahn die Silbermedaille in der Mannschaftsverfolgung der Juniorenklasse. 2008 wurde er Australischer Meister im Madison zusammen mit Luke Davison. Auf der Straße gewann er 2009 bei der Ozeanienmeisterschaft das Einzelzeitfahren der Juniorenklasse, 2011 errang er die Bronzemedaille in Einzelzeitfahren der U23.
Von 2010 bis 2015 fuhr Donnelly für mehrere australische UCI Continental Teams, mit dem er international vorrangig an Rennen der UCI Oceania Tour und UCI Asia Tour teilnahm. ein Etappenerfolg bei der Jelajah Malaysia blieb sein einziger Sieg bei einem UCI-Rennen. Der Sprung in ein Profiteam blieb ihm verwehrt.
Nach der Saison 2015 beendete Donnelly im Alter von 24 Jahren seine Karriere im Radsport.

## Erfolge

### Bahn
2007
- Ozeanienmeisterschaft – Mannschaftsverfolgung (Junioren)

2008
- Australischer Meister – Madison (Junioren) (mit Luke Davison)

2010
- Ozeanienmeisterschaft – Scratch
- Ozeanienmeisterschaft – Punktefahren

### Straße
2009
- Ozeanienmeister – Einzelzeitfahren (Junioren)

2011
- Ozeanienmeisterschaft – Einzelzeitfahren (U23)

2010
- Mannschaftszeitfahren Thüringen-Rundfahrt

2013
- eine Etappe Jelajah Malaysia